# Tom Rüsz Jacobsen
Tom Rüsz Jacobsen (ur. 20 lutego 1953 w Tjølling) – norweski piłkarz występujący na pozycji bramkarza.

## Kariera klubowa
Jacobsen karierę rozpoczynał w trzecioligowym Framie Larvik. W sezonie 1973 awansował z nim do drugiej ligi, w następnym spadł do trzeciej, ale w sezonie 1975 ponownie awansował do drugiej. W 1978 roku został graczem pierwszoligowego Bryne FK. Spędził tam dwa sezony, a potem odszedł do Vålerenga Fotball. Trzykrotnie zdobył z nią mistrzostwo Norwegii (1981, 1983, 1984), a także raz Puchar Norwegii (1980). W 1984 roku zakończył karierę.

## Kariera reprezentacyjna
W reprezentacji Norwegii Jacobsen zadebiutował 24 września 1975 w przegranym 0:4 meczu eliminacji Letnich Igrzysk Olimpijskich 1976 z ZSRR. W latach 1975–1983 w drużynie narodowej rozegrał 26 spotkań.